# Штадлер, Андреас
Андреас Штадлер (нем. Andreas Stadler, 31 июля 1896 — 14 февраля 1941) — австрийский тяжелоатлет, чемпион мира и призёр Олимпийских игр.
Андреас Штадлер родился в 1896 году. В 1923 году завоевал золотую медаль чемпионата мира. В 1924 году на Олимпийских играх в Париже Андреас Штадлер завоевал серебряную медаль. В 1922—1926 годах установил пять мировых рекордов. В 1928 году принял участие в Олимпийских играх в Амстердаме, но там стал лишь 6-м.